# San Jerónimo Silacayoapilla
San Jerónimo Silacayoapilla är en kommun i Mexiko.   Den ligger i delstaten Oaxaca, i den sydöstra delen av landet, 220 km sydost om huvudstaden Mexico City.
Följande samhällen finns i San Jerónimo Silacayoapilla:
- Tejaltitlán